# Bobbie Gentry
Bobbie Gentry er kunstnernavn for Roberta Lee Streeter (født 27. juli 1944), som er en amerikansk tidligere singer-songwriter, der var en af de første kvindelige countrymusikere, der skrev og producerede sine egne indspilninger. Hun fik et stort gennembrud med sangen "Ode to Billie Joe" i 1967, idet sangen blev den fjerdemest solgte sang dette år ifølge Billboard-hitlisten. Desuden blev hun belønnet med Grammy-priserne for bedste nye kunstner og bedste kvindelige vokalpræstation inden for pop det følgende år. 
Succesen blev fulgt op med flere udgivelser og optræden, ikke mindst i variete-shows, indtil Gentry i slutningen af 1970'erne mistede lysten til at optræde og trak sig tilbage til et stille liv i Los Angeles.

## Opvækst og indledning på karrieren
Roberta Lee Streeter blev født i Chickasaw County (Mississippi) og har en storebror. Forældrene blev skilt kort efter hendes fødsel, og moderen flyttede til Californien, mens Roberta voksede op på sine bedsteforældres gård i Chickasaw. Mens hun stadig var en lille pige, anskaffede bedsteforældrene sig et klaver, som Roberta blev meget interesseret i, og hun komponerede sin første sang som syvårig. Snart begyndte hun også at lære sig selv at spille på andre instrumenter som guitar, banjo, bas og vibrafon.
Som trettenårig flyttede hun til Californien for at bo hos sin mor, og hun begyndte at optræde på forskellige countryklubber. Hun valgte sit kunstnernavn efter en film fra 1952, Ruby Gentry, med en heltinde, der arbejdede sig op fra fattigdom til succes. Bob Hope opdagede hende og hjalp hende til en medvirken i en revy på en natklub i Las Vegas.
Bobbie Gentry flyttede til Los Angeles for at påbegynde studier i filosofi på UCLA. Hun tjente til studierne ved kontorjob og ind imellem ved at optræde på natklubber. Senere skiftede hun til at studere på Los Angeles Musikkonservatorium for at forbedre sin sangskrivning og optræden. I 1964 debuterede hun på plade i to duetter med rockabillysangeren Jody Reynolds. I første omgang gav det ikke stor opmærksomhed, så Gentry fortsatte med at optræde på natklubber, indtil en musikansvarlig på Capitol Records hørte en prøveindspilning med hende i 1967. 

## Karriere
Hun fik nu mulighed for at indspille sin første egen single, som hun også selv producerede. Det var countryrock-sangen "Mississippi Delta", men det blev B-siden, "Ode to Billie Joe", der med sin sparsomme musikalske ledsagelse og kontroversielle lyrik kom til at blive spillet på radiostationerne. Interessen blev ikke mindre af, at pladeselskabet fik udsendt en forkortet version af sangen, hvilket gav anledning til spekulationer om den tekst, der stod tilbage. 
Sangen blev snart et landsomfattende hit, der lå fire uger som nummer et på Billboard Hot 100 i august samme år. Den fandt også vej til andre lande, og nummeret solgte over tre millioner eksemplarer. Sangen blev også inkluderet på Gentrys debutalbum opkaldt efter hittet, der tilsvarende blev et stort hit og var det album, der overtog førstepladsen i USA efter The Beatles' Sgt. Pepper's Lonely Hearts Club Band.
Året efter udkom opfølgeren til debutalbummet, The Delta Sweete, der ikke nåede helt samme succes som debuten. Bedre held havde hun i et samarbejde med en anden countrystjerne om albummet Bobbie Gentry & Glen Campbell. Gentry var på den tid efterspurgt i tv-underholdningsprogrammer med blandt andet Tom Jones, Glen Campbell og Andy Williams. I 1969 udsendte hun det anmelderroste album Touch 'Em with Love, hvorpå man finder Bacharach/David-nummeret "I'll Never Fall in Love Again", der nåede førstepladsen i Storbritannien; sangen blev efterfølgende også et hit for Dionne Warwick. Efter sin britiske succes fik hun sit eget show på BBC, fulgt op af shows i blandt andet Tyskland, Holland, Australien. Hun skrev også en millionkontrakt om at få sit eget show i Las Vegas. Til dette show stod hun for både produktion, sangskrivning og arrangement af musikken samt flere andre opgaver.
Gentry opnåede aldrig igen samme pladesucces i USA som med sit første album, men hun fortsatte i mange år med at turnere, ikke mindst i Europa, og hun fik en trofast fanskare i Storbritannien. I 1974 blev det forsøgt at lave en CBS-serie med titlen The Bobbie Gentry Happiness Hour, men serien slog aldrig an, og der blev blot produceret fire afsnit. Hun kom til at arbejde sammen med filminstruktøren Max Baer, Jr., idet hun skrev "Another Place, Another Time" til hans film Macon County Line, og et par år senere lavede Baer en filmudgave af "Ode to Billie Joe". Det betød en relancering af sangen. Efterhånden mistede Bobbie Gentry interessen for forsøgene på at skaffe hende en tv-karriere, og da hun i 1978 udsendte nummeret "He Did Me Wrong, But He Did It Right", der ikke kom på hitlisten, besluttede hun sig for at indstille karrieren. Hendes sidste offentlige optrædener var i Johnny Carsons nytårsshow i 1978 samt i et Mors Dag-show i 1981. 

## Privatliv
Bobbie Gentry har været gift tre gange. Det første ægteskab holdt blot få uger i 1969, mens det næste, med sangeren og komikeren Jim Stafford, blev indgået i 1975 og holdt nogle år. Parret fik sammen sønnen Tyler. Efter indstillingen af karrieren er hun blevet gift igen. Hun bor nu i Los Angeles, og hun har holdt lav profil siden afslutningen af karrieren.

## Diskografi
- Ode to Billie Joe (1967)
- The Delta Sweete (1968)
- Local Gentry (1968)
- Bobbie Gentry & Glen Campbell (1968, med Glenn Campbell)
- Way Down South (1968)
- Touch 'Em with Love (1969)
- Greatest Hits (1969, opsamlingsalbum)
- Fancy (1970)
- I'll Never Fall in Love Again (1970)
- Bobbie Gentry Portrait (1970)
- Patchwork (1971)
- Sittin' Pretty (1971)
- Tobacco Road (1971)
- Your No 1 Fan (1971)

Dertil kommer en række opsamlingsalbum. 